# أرنود
أرنود هي مدينة من مدن هايتي. يبلغ ارتفاع المدينة عن سطح البحر قرابة 79 متر.